# Ergebnisse der Bahnradsport-Weltmeisterschaften (Sprint)
Im Folgenden sind die Ergebnisse der Bahnradsport-Weltmeisterschaften im Sprint aufgeführt:

## Ergebnisse

### Männer
Im Jahr 1993 wurde die Trennung zwischen Profis und Amateuren aufgehoben. Seitdem finden die Bahn-Weltmeisterschaften in der neuen „Elite“-Kategorie statt.
In den Jahren der Olympischen Spiele 1972, 1976, 1980, 1984, 1988 und 1992 wurde der Amateurwettbewerb bei Weltmeisterschaften nicht ausgetragen.

#### Amateure bis 1991
| Jahr | Gold                      | Silber                      | Bronze                      |
| ---- | ------------------------- | --------------------------- | --------------------------- |
| 1893 | Arthur Augustus Zimmerman | John Johnson                | John Patrick Bliss          |
| 1894 | August Lehr               | Jaap Eden                   | William Broadbridge         |
| 1895 | Jaap Eden                 | Christian Ingemann Petersen | Jean Schaaf                 |
| 1896 | Harry Reynolds            | Edwin Schrader              | Charles Guillaumet          |
| 1897 | Edwin Schrader            | W. P. Fawcett               | Harry Reynolds              |
| 1898 | Paul Albert               | Ludwig Opel                 | Thomas Summersgill          |
| 1899 | Thomas Summersgill        | Earl Peabody                | John Caldow                 |
| 1900 | Alphonse Didier-Nauts     | John Henry Lake             | Ferdinand Vasserot          |
| 1901 | Émile Maitrot             | Rudolf Vejtruba             | Heinrich Struth             |
| 1902 | Charles Piard             | Léon Delaborde              | Orla Nord                   |
| 1903 | Arthur L. Reed            | Jimmy S. Benyon             | Carl V. Helleman            |
| 1904 | Marcus Hurley             | Arthur L. Reed              | Jimmy S. Benyon             |
| 1905 | Jimmy S. Benyon           | Harald Donald Buck          | Eugène Debongnie            |
| 1906 | Francesco Verri           | Émile Delage                | Dario Rondelli              |
| 1907 | Jean Devoissoux           | Alexandre Auffray           | Camille Avrillon            |
| 1908 | Victor Johnson            | Benjamin Jones              | Émile Demangel              |
| 1909 | William Bailey            | Karl Neumer                 | Maurice Schilles            |
| 1910 | William Bailey            | Karl Neumer                 | Paul Texier                 |
| 1911 | William Bailey            | Angelo Feroci               | Guido Gasparinetti          |
| 1912 | Donald McDougall          | Harry Kaiser                | James Diver                 |
| 1913 | William Bailey            | Harry Ryan                  | Christel Rode               |
| 1920 | Maurice Peeters           | Thomas Johnson              | Gerald Halpin               |
| 1921 | Henry Brask Andersen      | Erik Kjeldsen               | Johan Norman Hansen         |
| 1922 | Thomas Johnson            | Maurice Peeters             | William Ormston             |
| 1923 | Lucien Michard            | Antoine Mazairac            | Gerard Bosch van Drakestein |
| 1924 | Lucien Michard            | Lucien Faucheux             | Herbert Fuller              |
| 1925 | Jaap Meijer               | Antoine Mazairac            | Bernard Leene               |
| 1926 | Avanti Martinetti         | Léon Galvaing               | Antoine Mazairac            |
| 1927 | Mathias Engel             | Willy Falck Hansen          | Peter Steffes               |
| 1928 | Willy Falck Hansen        | Roger Beaufrand             | Jack Standen                |
| 1929 | Antoine Mazairac          | Sydney Cozens               | Willy Gervin                |
| 1930 | Louis Gérardin            | Sydney Cozens               | Bruno Pellizzari            |
| 1931 | Helge Harder              | Willy Gervin                | Anker Meyer Andersen        |
| 1932 | Albert Richter            | Nino Mozzo                  | Willi Frach                 |
| 1933 | Jacobus van Egmond        | Roland Ulrich               | Anker Meyer Andersen        |
| 1934 | Benedetto Pola            | Arie van Vliet              | Christian Lenté             |
| 1935 | Toni Merkens              | Arie van Vliet              | Jef van de Vijver           |
| 1936 | Arie van Vliet            | Pierre Georget              | Henri Collard               |
| 1937 | Jef van de Vijver         | Pierre Georget              | Hendrik Ooms                |
| 1938 | Jef van de Vijver         | Bruno Loatti                | Jan Derksen                 |
| 1939 | Jan Derksen               | Italo Astolfi               | Gerhard Purann              |
| 1946 | Oscar Plattner            | Axel Schandorff             | Cor Bijster                 |
| 1947 | Reg Harris                | Cor Bijster                 | Henri Sensever              |
| 1948 | Mario Ghella              | Axel Schandorff             | Reg Harris                  |
| 1949 | Sydney Patterson          | Jacques Bellenger           | Jack Heid                   |
| 1950 | Maurice Verdeun           | Pierre Even                 | Johannes Hijzelendoorn      |
| 1951 | Enzo Sacchi               | Russell Mockridge           | Marino Morettini            |
| 1952 | Enzo Sacchi               | Marino Morettini            | Cyril Peacock               |
| 1953 | Marino Morettini          | Cesare Pinarello            | Werner Potzernheim          |
| 1954 | Cyril Peacock             | John Tresidder              | Roger Gaignard              |
| 1955 | Giuseppe Ogna             | Jorge Bátiz                 | John Tresidder              |
| 1956 | Michel Rousseau           | Jorge Bátiz                 | Guglielmo Pesenti           |
| 1957 | Michel Rousseau           | Guglielmo Pesenti           | Valentino Gasparella        |
| 1958 | Valentino Gasparella      | Sante Gaiardoni             | Dick Ploog                  |
| 1959 | Valentino Gasparella      | Sante Gaiardoni             | André Gruchet               |
| 1960 | Sante Gaiardoni           | Leo Sterckx                 | David Handley               |
| 1961 | Sergio Bianchetto         | Giuseppe Beghetto           | Ron Baensch                 |
| 1962 | Sergio Bianchetto         | Giuseppe Beghetto           | Pierre Trentin              |
| 1963 | Patrick Sercu             | Sergio Bianchetto           | Pierre Trentin              |
| 1964 | Pierre Trentin            | Daniel Morelon              | Sergio Bianchetto           |
| 1965 | Omar Pchakadse            | Giordano Turrini            | Daniel Morelon              |
| 1966 | Daniel Morelon            | Pierre Trentin              | Omar Pchakadse              |
| 1967 | Daniel Morelon            | Pierre Trentin              | Luigi Borghetti             |
| 1968 | Luigi Borghetti           | Niels Fredborg              | Robert Van Lancker          |
| 1969 | Daniel Morelon            | Omar Pchakadse              | Peder Pedersen              |
| 1970 | Daniel Morelon            | Peder Pedersen              | Gérard Quintyn              |
| 1971 | Daniel Morelon            | Serhij Krawzow              | Ivan Kučírek                |
| 1973 | Daniel Morelon            | Anatolij Jablunowskyj       | Giorgio Rossi               |
| 1974 | Anton Tkáč                | Serhij Krawzow              | Giorgio Rossi               |
| 1975 | Daniel Morelon            | Giorgio Rossi               | Emanuel Raasch              |
| 1977 | Jürgen Geschke            | Emanuel Raasch              | Lutz Heßlich                |
| 1978 | Anton Tkáč                | Emanuel Raasch              | Christian Drescher          |
| 1979 | Lutz Heßlich              | Emanuel Raasch              | Christian Drescher          |
| 1981 | Sergei Kopylow            | Lutz Heßlich                | Detlef Uibel                |
| 1982 | Sergei Kopylow            | Lutz Heßlich                | Emsa Gelaschwili            |
| 1983 | Lutz Heßlich              | Sergei Kopylow              | Michael Hübner              |
| 1985 | Lutz Heßlich              | Michael Hübner              | Ralf-Guido Kuschy           |
| 1986 | Michael Hübner            | Lutz Heßlich                | Ralf-Guido Kuschy           |
| 1987 | Lutz Heßlich              | Michael Hübner              | Bill Huck                   |
| 1989 | Bill Huck                 | Michael Hübner              | Nikolai Kowsch              |
| 1990 | Bill Huck                 | Curt Harnett                | Jens Fiedler                |
| 1991 | Jens Fiedler              | Bill Huck                   | Gary Neiwand                |

#### Profis bis 1992
| Jahr | Gold                     | Silber                   | Bronze                   |
| ---- | ------------------------ | ------------------------ | ------------------------ |
| 1895 | Robert Protin            | George A. Banker         | Emile Huet               |
| 1896 | Paul Bourillon           | Charles F. Barden        | Edmond Jacquelin         |
| 1897 | Willy Arend              | Charles F. Barden        | Paul Nossam              |
| 1898 | George A. Banker         | Franz Verheyen           | Edmond Jacquelin         |
| 1899 | Major Taylor             | Tom Butler               | Gaston Courbe d’Outrelon |
| 1900 | Edmond Jacquelin         | Harrie Meyers            | Willy Arend              |
| 1901 | Thorvald Ellegaard       | Edmond Jacquelin         | Guus Schilling           |
| 1902 | Thorvald Ellegaard       | Harrie Meyers            | Pietro Bixio             |
| 1903 | Thorvald Ellegaard       | Willy Arend              | Harrie Meyers            |
| 1904 | Iver Lawson              | Thorvald Ellegaard       | Henry Mayer              |
| 1905 | Gabriel Poulain          | Thorvald Ellegaard       | Henry Mayer              |
| 1906 | Thorvald Ellegaard       | Gabriel Poulain          | Émile Friol              |
| 1907 | Émile Friol              | Henry Mayer              | Walter Rütt              |
| 1908 | Thorvald Ellegaard       | Gabriel Poulain          | Charles Van Den Born     |
| 1909 | Victor Dupré             | Gabriel Poulain          | Walter Rütt              |
| 1910 | Émile Friol              | Thorvald Ellegaard       | Walter Rütt              |
| 1911 | Thorvald Ellegaard       | Léon Hourlier            | Julien Pouchois          |
| 1912 | Frank Kramer             | Alfred Grenda            | André Perchicot          |
| 1913 | Walter Rütt              | Thorvald Ellegaard       | André Perchicot          |
| 1920 | Robert Spears            | Ernst Kaufmann           | William Bailey           |
| 1921 | Piet Moeskops            | Robert Spears            | Pierre Sergent           |
| 1922 | Piet Moeskops            | Robert Spears            | Alois De Graeve          |
| 1923 | Piet Moeskops            | Gabriel Poulain          | Ernst Kaufmann           |
| 1924 | Piet Moeskops            | Ernst Kaufmann           | Maurice Schilles         |
| 1925 | Ernst Kaufmann           | Maurice Schilles         | Lucien Michard           |
| 1926 | Piet Moeskops            | Cesare Moretti sr.       | Lucien Michard           |
| 1927 | Lucien Michard           | Ernst Kaufmann           | Lucien Faucheux          |
| 1928 | Lucien Michard           | Lucien Faucheux          | Ernst Kaufmann           |
| 1929 | Lucien Michard           | Piet Moeskops            | Ernst Kaufmann           |
| 1930 | Lucien Michard           | Piet Moeskops            | Orlando Piani            |
| 1931 | Willy Falck Hansen       | Lucien Michard           | Jef Scherens             |
| 1932 | Jef Scherens             | Lucien Michard           | Mathias Engel            |
| 1933 | Jef Scherens             | Lucien Michard           | Albert Richter           |
| 1934 | Jef Scherens             | Albert Richter           | Louis Gérardin           |
| 1935 | Jef Scherens             | Albert Richter           | Louis Gérardin           |
| 1936 | Jef Scherens             | Louis Gérardin           | Albert Richter           |
| 1937 | Jef Scherens             | Arie van Vliet           | Albert Richter           |
| 1938 | Arie van Vliet           | Jef Scherens             | Albert Richter           |
| 1939 | Finale nicht ausgetragen | Finale nicht ausgetragen | Albert Richter           |
| 1946 | Jan Derksen              | Georges Senfftleben      | Arie van Vliet           |
| 1947 | Jef Scherens             | Louis Gérardin           | Georges Senfftleben      |
| 1948 | Arie van Vliet           | Louis Gérardin           | Georges Senfftleben      |
| 1949 | Reg Harris               | Jan Derksen              | Arie van Vliet           |
| 1950 | Reg Harris               | Arie van Vliet           | Jan Derksen              |
| 1951 | Reg Harris               | Jacques Bellenger        | Sydney Patterson         |
| 1952 | Oscar Plattner           | Georges Senfftleben      | Jan Derksen              |
| 1953 | Arie van Vliet           | Enzo Sacchi              | Reg Harris               |
| 1954 | Reg Harris               | Arie van Vliet           | Enzo Sacchi              |
| 1955 | Antonio Maspes           | Oscar Plattner           | Arie van Vliet           |
| 1956 | Antonio Maspes           | Reg Harris               | Oscar Plattner           |
| 1957 | Jan Derksen              | Arie van Vliet           | Roger Gaignard           |
| 1958 | Michel Rousseau          | Enzo Sacchi              | Antonio Maspes           |
| 1959 | Antonio Maspes           | Michel Rousseau          | Jan Derksen              |
| 1960 | Antonio Maspes           | Oscar Plattner           | Jos De Bakker            |
| 1961 | Antonio Maspes           | Michel Rousseau          | Jos De Bakker            |
| 1962 | Antonio Maspes           | Sante Gaiardoni          | Oscar Plattner           |
| 1963 | Sante Gaiardoni          | Antonio Maspes           | Jos De Bakker            |
| 1964 | Antonio Maspes           | Ron Baensch              | Jos De Bakker            |
| 1965 | Giuseppe Beghetto        | Patrick Sercu            | Ron Baensch              |
| 1966 | Giuseppe Beghetto        | Ron Baensch              | Sante Gaiardoni          |
| 1967 | Patrick Sercu            | Giuseppe Beghetto        | Angelo Damiano           |
| 1968 | Giuseppe Beghetto        | Patrick Sercu            | Giovanni Pettenella      |
| 1969 | Patrick Sercu            | Robert Van Lancker       | Sante Gaiardoni          |
| 1970 | Gordon Johnson           | Sante Gaiardoni          | Leijn Loevesijn          |
| 1971 | Leijn Loevesijn          | Robert Van Lancker       | Giordano Turrini         |
| 1972 | Robert Van Lancker       | Gordon Johnson           | Giordano Turrini         |
| 1973 | Robert Van Lancker       | Giordano Turrini         | Ezio Cardi               |
| 1974 | Peder Pedersen           | John Nicholson           | Robert Van Lancker       |
| 1975 | John Nicholson           | Peder Pedersen           | Ryōji Abe                |
| 1976 | John Nicholson           | Giordano Turrini         | Yoshikazu Sugata         |
| 1977 | Kōichi Nakano            | Yoshikazu Sugata         | John Nicholson           |
| 1978 | Kōichi Nakano            | Dieter Berkmann          | Yoshinobu Sugano         |
| 1979 | Kōichi Nakano            | Dieter Berkmann          | Michel Vaarten           |
| 1980 | Kōichi Nakano            | Masahiko Ozaki           | Daniel Morelon           |
| 1981 | Kōichi Nakano            | Gordon Singleton         | Kenji Takahashi          |
| 1982 | Kōichi Nakano            | Gordon Singleton         | Yavé Cahard              |
| 1983 | Kōichi Nakano            | Yavé Cahard              | Ottavio Dazzan           |
| 1984 | Kōichi Nakano            | Ottavio Dazzan           | Yavé Cahard              |
| 1985 | Kōichi Nakano            | Yoshiyuki Matsueda       | Ottavio Dazzan           |
| 1986 | Kōichi Nakano            | Hideyuki Matsui          | Nobuyuki Tawara          |
| 1987 | Nobuyuki Tawara          | Hideyuki Matsui          | Claudio Golinelli        |
| 1988 | Stephen Pate             | disqualifiziert          | Nobuyuki Tawara          |
| 1989 | Claudio Golinelli        | Yūichirō Kamiyama        | Hideyuki Matsui          |
| 1990 | Michael Hübner           | Claudio Golinelli        | Stephen Pate             |
| 1991 | disqualifiziert          | Fabrice Colas            | disqualifiziert          |
| 1992 | Michael Hübner           | Frédéric Magné           | Erik Schoefs             |

#### Elite ab 1993
| Jahr | Gold             | Silber             | Bronze            |
| ---- | ---------------- | ------------------ | ----------------- |
| 1993 | Gary Neiwand     | Michael Hübner     | Eyk Pokorny       |
| 1994 | Marty Nothstein  | Darryn Hill        | Michael Hübner    |
| 1995 | Darryn Hill      | Curt Harnett       | Frédéric Magné    |
| 1996 | Florian Rousseau | Marty Nothstein    | Darryn Hill       |
| 1997 | Florian Rousseau | Jens Fiedler       | Darryn Hill       |
| 1998 | Florian Rousseau | Jens Fiedler       | Laurent Gané      |
| 1999 | Laurent Gané     | Jens Fiedler       | Florian Rousseau  |
| 2000 | Jan van Eijden   | Laurent Gané       | nicht vergeben    |
| 2001 | Arnaud Tournant  | Laurent Gané       | Florian Rousseau  |
| 2002 | Sean Eadie       | Jobie Dajka        | Florian Rousseau  |
| 2003 | Laurent Gané     | Jobie Dajka        | René Wolff        |
| 2004 | Theo Bos         | Laurent Gané       | Ryan Bayley       |
| 2005 | René Wolff       | Mickaël Bourgain   | Jobie Dajka       |
| 2006 | Theo Bos         | Craig MacLean      | Stefan Nimke      |
| 2007 | Theo Bos         | Grégory Baugé      | Mickaël Bourgain  |
| 2008 | Chris Hoy        | Kévin Sireau       | Mickaël Bourgain  |
| 2009 | Grégory Baugé    | Azizulhasni Awang  | Kévin Sireau      |
| 2010 | Grégory Baugé    | Shane Perkins      | Kévin Sireau      |
| 2011 | Jason Kenny      | Chris Hoy          | Mickaël Bourgain  |
| 2012 | Grégory Baugé    | Jason Kenny        | Chris Hoy         |
| 2013 | Stefan Bötticher | Denis Dmitrijew    | François Pervis   |
| 2014 | François Pervis  | Stefan Bötticher   | Denis Dmitrijew   |
| 2015 | Grégory Baugé    | Denis Dmitrijew    | Quentin Lafargue  |
| 2016 | Jason Kenny      | Matthew Glaetzer   | Denis Dmitrijew   |
| 2017 | Denis Dmitrijew  | Harrie Lavreysen   | Ethan Mitchell    |
| 2018 | Matthew Glaetzer | Jack Carlin        | Sébastien Vigier  |
| 2019 | Harrie Lavreysen | Jeffrey Hoogland   | Mateusz Rudyk     |
| 2020 | Harrie Lavreysen | Jeffrey Hoogland   | Azizulhasni Awang |
| 2021 | Harrie Lavreysen | Jeffrey Hoogland   | Sébastien Vigier  |
| 2022 | Harrie Lavreysen | Matthew Richardson | Matthew Glaetzer  |
| 2023 | Harrie Lavreysen | Nicholas Paul      | Jack Carlin       |
| 2024 | Harrie Lavreysen | Jeffrey Hoogland   | Kaiya Ōta         |

### Frauen
In den Jahren der Olympischen Spiele 1988 und 1992 wurde der Frauenwettbewerb bei Weltmeisterschaften nicht ausgetragen.
| Jahr | Gold                     | Silber               | Bronze                  |
| ---- | ------------------------ | -------------------- | ----------------------- |
| 1958 | Galina Jermolajewa       | Valentina Maximowa   | Jean Dunn               |
| 1959 | Galina Jermolajewa       | Valentina Maximowa   | Jean Dunn               |
| 1960 | Galina Jermolajewa       | Valentina Maximowa   | Jean Dunn               |
| 1961 | Galina Jermolajewa       | Valentina Maximowa   | Jean Dunn               |
| 1962 | Walentina Sawina         | Irina Kiritschenko   | Jean Dunn               |
| 1963 | Galina Jermolajewa       | Irina Kiritschenko   | Walentina Sawina        |
| 1964 | Irina Kiritschenko       | Galina Jermolajewa   | Galina Gisèle Caille    |
| 1965 | Walentina Sawina         | Galina Jermolajewa   | Karin Stüwe             |
| 1966 | Irina Kiritschenko       | Walentina Sawina     | Heidi Blobner           |
| 1967 | Walentina Sawina         | Irina Kiritschenko   | Galina Jermolajewa      |
| 1968 | Alla Bagijanz            | Irina Kiritschenko   | Galina Jermolajewa      |
| 1969 | Galina Zarjowa           | Galina Jermolajewa   | Irina Kiritschenko      |
| 1970 | Galina Zarjowa           | Galina Jermolajewa   | Walentina Sawina        |
| 1971 | Galina Zarjowa           | Galina Jermolajewa   | Iva Zajíčková           |
| 1972 | Galina Jermolajewa       | Wilhelmina Brinkhoff | Sheila Young            |
| 1973 | Sheila Young             | Iva Zajíčková        | Galina Jermolajewa      |
| 1974 | Tamara Pilschtschikowa   | Sue Novara           | Galina Zarjowa          |
| 1975 | Sue Novara               | Iva Zajíčková        | Sheila Young            |
| 1976 | Sheila Young             | Sue Novara           | Iva Zajíčková           |
| 1977 | Galina Zarjowa           | Sue Novara           | Iva Zajíčková           |
| 1978 | Galina Zarjowa           | Sue Novara           | Iva Zajíčková           |
| 1979 | Galina Zarjowa           | Truus van der Plaat  | Sue Novara              |
| 1980 | Sue Novara               | Galina Zarjowa       | Claudia Lommatzsch      |
| 1981 | Sheila Young             | Claudine Vierstraete | Claudia Lommatzsch      |
| 1982 | Connie Paraskevin        | Sheila Young         | Claudia Lommatzsch      |
| 1983 | Connie Paraskevin        | [ 2 ]                | Isabelle Nicoloso       |
| 1984 | Connie Paraskevin        | Erika Salumäe        | Zhou Syuine             |
| 1985 | Isabelle Nicoloso        | Connie Paraskevin    | Natalya Kruchelnitskaya |
| 1986 | Christa Rothenburger     | Erika Salumäe        | Connie Paraskevin       |
| 1987 | Erika Salumäe            | Christa Rothenburger | Connie Paraskevin-Young |
| 1989 | Erika Salumäe            | Galina Jenjuchina    | Isabelle Gautheron      |
| 1990 | Connie Paraskevin-Young  | Renee Duprel         | Rita Razmaitė           |
| 1991 | Ingrid Haringa           | Annett Neumann       | Connie Paraskevin-Young |
| 1993 | Tanya Dubnicoff          | Ingrid Haringa       | Nathalie Lancien        |
| 1994 | Galina Jenjuchina        | Félicia Ballanger    | Oxana Grischina         |
| 1995 | Félicia Ballanger        | Olga Sljussarewa     | Erika Salumäe           |
| 1996 | Félicia Ballanger        | Annett Neumann       | Magali Faure            |
| 1997 | Félicia Ballanger        | Michelle Ferris      | Oxana Grischina         |
| 1998 | Félicia Ballanger        | Michelle Ferris      | Tanya Dubnicoff         |
| 1999 | Félicia Ballanger        | Michelle Ferris      | Tanya Dubnicoff         |
| 2000 | Natalya Markownitschenko | Lori-Ann Muenzer     | Katrin Meinke           |
| 2001 | Swetlana Grankowskaja    | Tammy Thomas         | Lori-Ann Muenzer        |
| 2002 | Natalja Zilinskaja       | Kerrie Meares        | Katrin Meinke           |
| 2003 | Swetlana Grankowskaja    | Natalja Zilinskaja   | Nancy Contreras         |
| 2004 | Swetlana Grankowskaja    | Anna Meares          | Lori-Ann Muenzer        |
| 2005 | Victoria Pendleton       | Tamilla Abassowa     | Anna Meares             |
| 2006 | Natalja Zilinskaja       | Victoria Pendleton   | Guo Shuang              |
| 2007 | Victoria Pendleton       | Guo Shuang           | Anna Meares             |
| 2008 | Victoria Pendleton       | Simona Krupeckaitė   | Jennie Reed             |
| 2009 | Victoria Pendleton       | Willy Kanis          | Simona Krupeckaitė      |
| 2010 | Victoria Pendleton       | Guo Shuang           | Simona Krupeckaitė      |
| 2011 | Anna Meares              | Simona Krupeckaitė   | Victoria Pendleton      |
| 2012 | Victoria Pendleton       | Simona Krupeckaitė   | Anna Meares             |
| 2013 | Rebecca James            | Kristina Vogel       | Lee Wai-sze             |
| 2014 | Kristina Vogel           | Zhong Tianshi        | Lin Junhong             |
| 2015 | Kristina Vogel           | Elis Ligtlee         | Zhong Tianshi           |
| 2016 | Zhong Tianshi            | Lin Junhong          | Kristina Vogel          |
| 2017 | Kristina Vogel           | Stephanie Morton     | Lee Wai-sze             |
| 2018 | Kristina Vogel           | Stephanie Morton     | Pauline Grabosch        |
| 2019 | Lee Wai-sze              | Stephanie Morton     | Mathilde Gros           |
| 2020 | Emma Hinze               | Anastassija Woinowa  | Lee Wai-sze             |
| 2021 | Emma Hinze               | Lea Sophie Friedrich | Kelsey Mitchell         |
| 2022 | Mathilde Gros            | Lea Sophie Friedrich | Emma Hinze              |
| 2023 | Emma Finucane            | Lea Sophie Friedrich | Ellesse Andrews         |
| 2024 | Emma Finucane            | Hetty van de Wouw    | Mina Satō               |